# Аллегория тюльпаномании
«Аллегория тюльпаномании» — сатирическая картина Яна Брейгеля Младшего 1640-х годов, высмеивающая захлестнувшую в то время Нидерланды тюльпаноманию. Известна в нескольких версиях.

## Историческая подоплёка
Тюльпаноманией называют короткий период в истории Нидерландов Золотого века, когда луковицы тюльпанов стали предметом спекуляций. В разгар массового помешательства примерно в 1633 году стоимость трёх редких луковиц в Хорне достигла стоимости целого дома. В 1637 году состоялось стремительное обрушение цен на луковицы со значительными финансовыми потерями для спекулянтов. Тюльпаномания рассматривается как первый спекулятивный пузырь в экономической истории. Ценным сортом тюльпанов был 'Semper Augustus', который в начале 1637 года продавали за 10000 гульденов за луковицу. На картине Брейгеля щедро представлены самые разнообразные сорта тюльпанов.

## Характеристика картины

### Композиция и техника
Версия, считающаяся оригиналом и находящаяся ныне в частной коллекции, написана маслом на дереве и имеет размеры 30 × 47,5 см.
На переднем и среднем плане доминируют антропоморфные обезьяны, перед домом на среднем плане видны только трое реальных людей. Левую четверть картины почти полностью занимает сводчатое крыльцо дворцовой постройки. Поток или река проходит по диагонали мимо дома и группы деревьев к озеру с разрушенным замком. В глубине картины, на правом берегу реки изображён лес.
Передний план выдержан в тёмных, землистых тонах, средний — в оттенках жёлтого и зелёного, а фон — в оттенках синего. Таким образом художник усиливает впечатление пространственной глубины.

### Интерпретация
В эпоху Возрождения обезьян считали сатирической символизацией человеческой жадности и глупости. Тема картины — тюльпаномания, которая разразилась в Нидерландах в 1630-х годах. Компания обезьян обедает под сводчатой пристройкой, «купец» в зелёном дублете только начинает новый бизнес, обезьяна, одетая в оранжево-жёлтое платье, вложила всё своё состояние в тюльпан, а обезьяна-бухгалтер взвешивает золотистые луковицы тюльпанов. Группа одетых в красное спекулянтов собирается на среднем плане, справа от неё бьются разочарованные покупатели (фехтование). На правом переднем плане обезьяну-спекулянта ведут к судье, а непосредственно перед ней другая обезьяна мочится на самый дорогой сорт тюльпана. Последняя сцена, очевидно, является иллюстрацией голландской пословицы об иллюзии достижения невозможного.

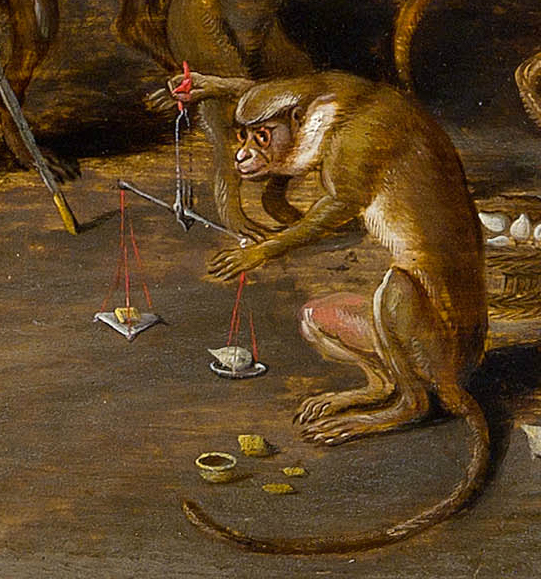
Луковица на вес золота (фрагмент)
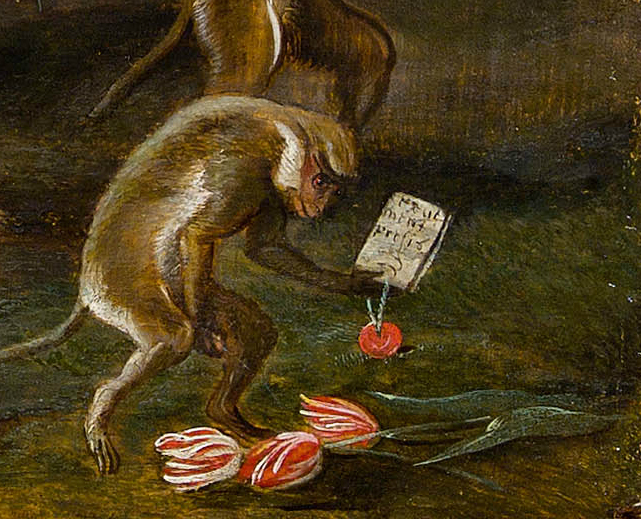
Обезьяна, которая мочится на тюльпаны (фрагмент)
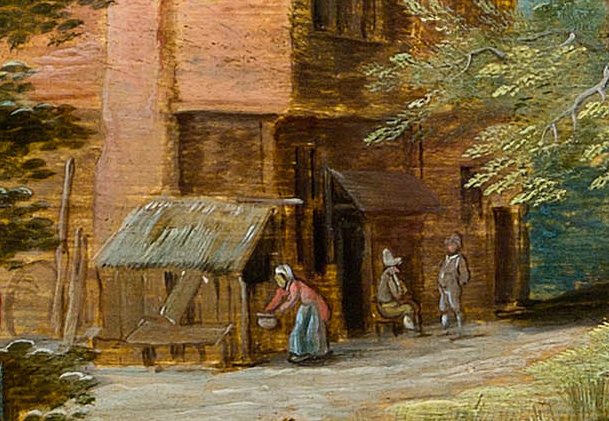
Три человека (фрагмент)
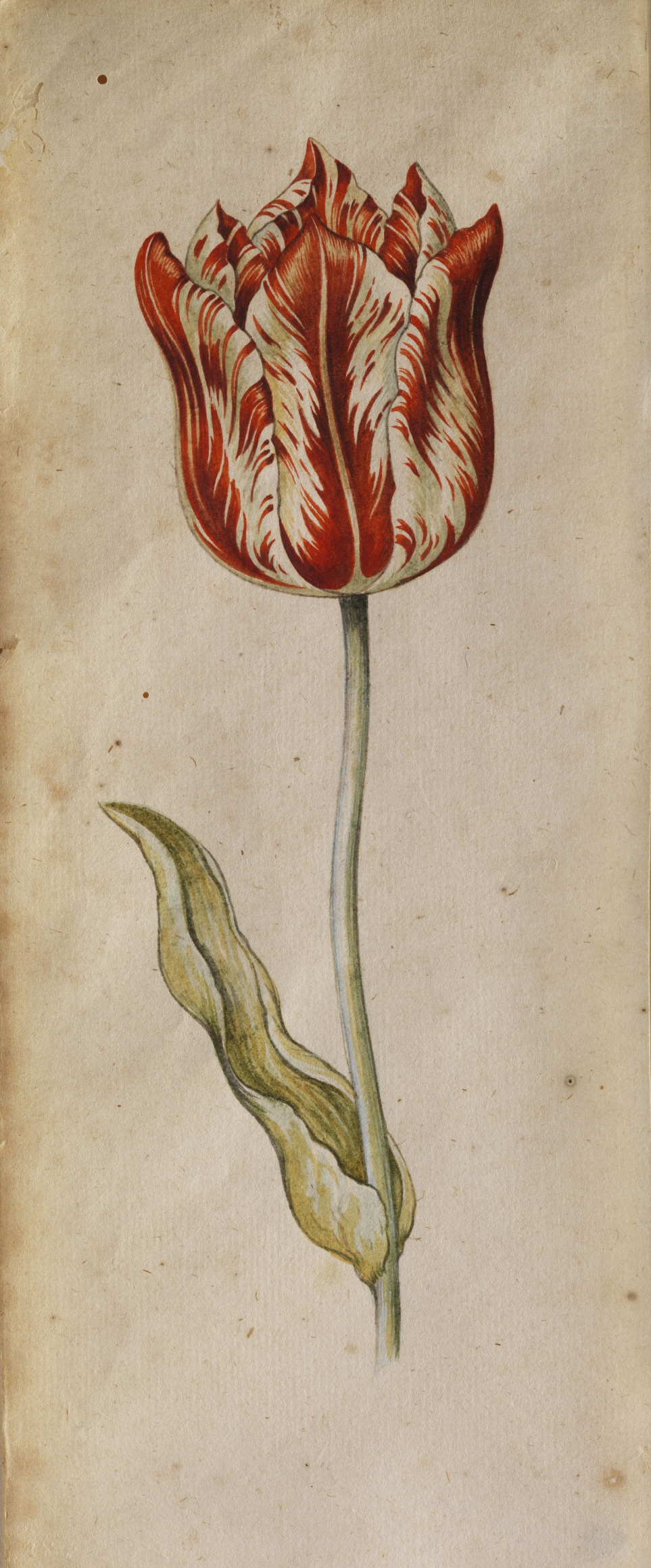
'Semper Augustus', гуашь Тениса Класа, XVII век

## Версии

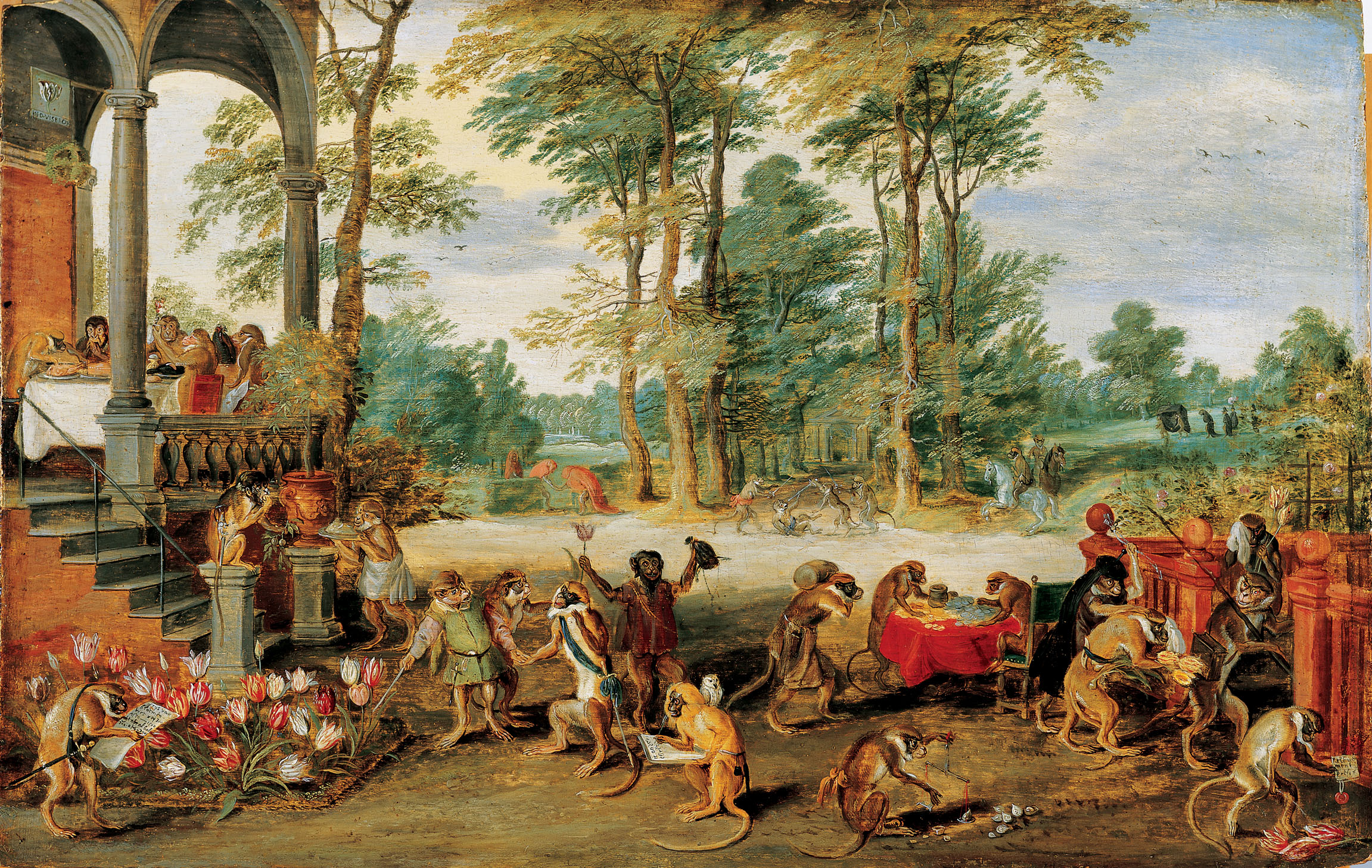
«Сатира на тюльпаноманию» в харлемском музее Халса

Версия картины, которая считается оригиналом, начиная с 1920-х годов находилась в австрийской частной коллекции. В 2011 году её продал венский аукционный дом Im Kinsky. Подлинность картины удостоверил эксперт Клаус Эрц. Начальная цена составляла 25 000 евро, аукционная цена достигла 74 000 евро (с оплатой услуг аукциона — 92 500 евро). Картину приобрёл анонимный участник торгов по телефону.
Существуют ещё две версии этой картины, одна из которых — «Сатира на тюльпаноманию» — хранится в музее Франса Халса в Харлеме.